# Кичелово брдо
Кичелово Брдо је село смештено двадесет километара источно од Шипова, а три километра западно од села Бабићи. Село броји 15 домова (13 домова са презименом Ракита и 2 дома са презименом Граховац). Крсна слава Ракита и Граховаца је Свети великомученик Георгије Победоносац — Ђурђевдан.
Са западне и северне стране села простире се велика шума Паљевина. На њој се налазе два велика камена видиковца. На западној страни камен Орњак са којег се види кањон реке Јањ и на северној страни Камечак са којег се види долина реке Глоговац. Источно и јужно од села простиру се њиве и ливаде од којих сељани живе. Имена њива и ливада су следећа: Долови, Мале њивице, Велика њива, Ћамиловица, Присоје, Табошнице, Катаве, Растик, Поткућа, Крчевина, Долић, Обарак. Ниже села очуван је храст стар 300 година који својом лепотом краси село и који ће све генерације памтити по лепим доживљајима из детињства.
У близини села налази се неколико извора чисте и хладне воде којом сељани за време летњих радова утољавају жеђ. Ти извори су: Криваја, Табошнице, Сврабљивица, Челина, Томичића точак, Обадина. Мештани села имају своју воденицу на реци Глоговац у којој су некада по распореду (реду) млели пшеницу, јечам и кукуруз. Воденица је очувана, али се више не употребљава.